# Tuntungan I
Tuntungan I is een bestuurslaag in het regentschap Deli Serdang van de provincie Noord-Sumatra, Indonesië. Tuntungan I telt 3407 inwoners (volkstelling 2010).